# Équation de Lippmann-Schwinger
En mécanique quantique, l'équation de Lippmann–Schwinger intervient dans la théorie de la diffusion des ondes. Nommée d'après Bernard A. Lippmann et Julian Schwinger, elle s'écrit :
{\displaystyle |\psi ^{(\pm )}\rangle =|\phi \rangle +{\frac {1}{E-H_{0}\pm i\epsilon }}V|\psi ^{(\pm )}\rangle .\,}